# Бишард, Екатерина Георгиевна
Екатерина Георгиевна Бишард (род. 24 марта 1939) — советская и российская шахматистка, трехкратная чемпионка Ленинграда по шахматам (1966, 1967, 1975), мастер спорта СССР по шахматам (1966). В составе команды Ленинграда победительница первенства СССР между командами союзных республик по шахматам (1962) и призер 2-й Спартакиады народов СССР по шахматам (1959). Кандидат технических наук, доцент Санкт-Петербургского государственного электротехнического университета.

## Биография
В 1950-е и 1960-е годы была одной из сильнейших шахматисток Ленинграда. Три раза побеждала на чемпионатах Ленинграда по шахматам среди женщин (1966, 1967, 1975). Четыре раза участвовала в финалах чемпионатов СССР по шахматам среди женщин (1962 (январь), 1962 (декабрь), 1964, 1967), в которых лучший результат показала в декабре 1962 года, когда поделила 9—10-e место. Три раза представляла команду Ленинграда в первенствах СССР между командами союзных республик по шахматам (1959, 1962, 1967), в которых в 1962 году победила в командном и личном зачете, а в 1959 была второй в командном зачете.
Известна также как шахматный тренер. Много лет преподавала шахматы в молодёжно-подростковом клубе Петроградского района Санкт-Петербурга.

## Научная карьера
В 1962 году поступила на Ленинградский государственный электротехнический университет (ныне — Санкт-Петербургский государственный электротехнический университет). После окончания университета продолжила в нем научную и преподавательскую работу. Кандидат технических наук, автор более чем 90 научных работ. Доцент кафедры информационно-измерительных систем и технологий (ИИСТ) факультета информационно-измерительных и биотехнических систем (ФИБС СПбГЭТУ).

## Публикации
- А. А. Преображенский, Е. Г. Бишард. Магнитные материалы и элементы. — 3-е изд., перераб. и доп. — М.: Высшая школа, 1986. — 351 с.